# Destroyer Tour
Destoyer Tour (o noto anche come The Spirit of '76 Tour) è stato un tour della band hard rock americana Kiss per promuovere il  l'album omonimo.

## Storia
Il concerto del 20 agosto ad Anaheim, in California, fu lo spettacolo più famoso del tour, la band infatti suonò davanti a oltre 42.000 persone, il più grande pubblico statunitense a cui avesse mai suonato. Bob Seger, Ted Nugent e Montrose si occuparono  degli atti di apertura essendo la band spalla dei Kiss. La J. Geils Band, i Point Blank e Seger aprirono per loro allo spettacolo del 10 luglio nel New Jersey, il quale fu registrato e pubblicato in DVD decenni dopo come The Lost Concert. 

Bob Seger, che svolgeva l'atto di apertura, si sarebbe ritirato da alcune date del tour in modo da poter completare il lavoro sul suo prossimo album e fu per questo che non si esibì a Toronto. 

Nel programma del tour finale della band, Gene Simmons ha riflettuto su questo tour:
(Gene Simmons, 2019)

## Date
Il tour si è suddiviso in tre tappe, ma si è svolto in soli due continenti: Europa e Nord America.
| Data                   | Città                  | Stato                  | Luogo                                     |                        |
| America Settentrionale | America Settentrionale | America Settentrionale | America Settentrionale                    | America Settentrionale |
| ---------------------- | ---------------------- | ---------------------- | ----------------------------------------- | ---------------------- |
| 11 aprile 1976         | Fort Wayne             | Stati Uniti            | Allen County War Memorial Coliseum        |                        |
| 13 aprile 1976         | Utica                  | Stati Uniti            | Adirondack Bank Center                    |                        |
| 14 aprile 1976         | Niagara Falls          | Stati Uniti            | Niagara Falls Convention and Civic Center |                        |
| 16 aprile 1976         | Bangor                 | Stati Uniti            | Bangor Auditorium                         |                        |
| 18 aprile 1976         | Moncton                | Canada                 | Moncton Coliseum                          |                        |
| 19 aprile 1976         | Halifax                | Canada                 | Halifax Forum                             |                        |
| 21 aprile 1976         | Montréal               | Canada                 | Montreal Forum                            |                        |
| 22 aprile 1976         | Ottawa                 | Canada                 | Ottawa Civic Centre                       |                        |
| 23 aprile 1976         | Kitchener              | Canada                 | Kitchener Memorial Auditorium             |                        |
| 24 aprile 1976         | London                 | Canada                 | London Gardens                            |                        |
| 26 aprile 1976         | Toronto                | Canada                 | Maple Leaf Gardens                        |                        |
| 28 aprile 1976         | Winnipeg               | Canada                 | Winnipeg Arena                            |                        |
| 4 maggio 1976          | Mount Prospect         | Stati Uniti            | River Trails Middle School                |                        |
| Europa                 |                        |                        |                                           |                        |
| 13 maggio 1976         | Manchester             | Inghilterra            | Free Trade Hall                           |                        |
| 14 maggio 1976         | Birmingham             | Inghilterra            | Birmingham Odeon                          |                        |
| 15 maggio 1976         | Londra                 | Inghilterra            | Hammersmith Odeon                         |                        |
| 16 maggio 1976         | Londra                 | Inghilterra            | Hammersmith Odeon                         |                        |
| 18 maggio 1976         | Mannheim               | Germania Ovest         | Mannheimer Rosengarten                    |                        |
| 19 maggio 1976         | Düsseldorf             | Germania Ovest         | Philips Halle                             |                        |
| 22 maggio 1976         | Parigi                 | Francia                | Olympia Theatre                           |                        |
| 23 maggio 1976         | Amsterdam              | Paesi Bassi            | RAI Congrescentrum                        |                        |
| 24 maggio 1976         | Offenbach am Main      | Germania Ovest         | Stadthalle Offenbach                      |                        |
| 26 maggio 1976         | Göteborg               | Svezia                 | Scandinavium                              |                        |
| 28 maggio 1976         | Stoccolma              | Svezia                 | Gröna Lund                                |                        |
| 29 maggio 1976         | Copenaghen             | Danimarca              | Falkoner Center                           |                        |
| 30 maggio 1976         | Lund                   | Svezia                 | Olympen                                   |                        |
| 2 giugno 1976          | Zurigo                 | Svizzera               | Volkshaus                                 |                        |
| 3 giugno 1976          | Monaco                 | Germania Ovest         | Circus Krone                              |                        |
| 4 giugno 1976          | Fürth                  | Germania Ovest         | MTV Grundig-Halle                         |                        |
| 6 giugno 1976          | Harelbeke              | Belgio                 | Ontmoetingscentrum                        |                        |
| America Settentrionale |                        |                        |                                           |                        |
| 3 luglio 1976          | Norfolk                | Stati Uniti            | Norfolk Scope                             |                        |
| 6 luglio 1976          | Columbia               | Stati Uniti            | Carolina Coliseum                         |                        |
| 8 luglio 1976          | Richmond               | Stati Uniti            | Richmond Coliseum                         |                        |
| 10 luglio 1976         | Jersey City            | Stati Uniti            | Roosevelt Stadium                         |                        |
| 11 luglio 1976         | South Yarmouth         | Stati Uniti            | Cape Cod Coliseum                         |                        |
| 13 luglio 1976         | Baltimora              | Stati Uniti            | Baltimore Civic Center                    |                        |
| 15 luglio 1976         | Knoxville              | Stati Uniti            | Knoxville Civic Coliseum                  |                        |
| 17 luglio 1976         | Charleston             | Stati Uniti            | Charleston Civic Center                   |                        |
| 19 luglio 1976         | Johnson City           | Stati Uniti            | Freedom Hall Civic Center                 |                        |
| 21 luglio 1976         | Nashville              | Stati Uniti            | Nashville Municipal Auditorium            |                        |
| 23 luglio 1976         | Birmingham             | Stati Uniti            | Rickwood Field                            |                        |
| 26 luglio 1976         | Kansas City            | Stati Uniti            | Kansas City Municipal Auditorium          |                        |
| 28 luglio 1976         | Saint Louis            | Stati Uniti            | Kiel Auditorium                           |                        |
| 29 luglio 1976         | Saint Louis            | Stati Uniti            | Kiel Auditorium                           |                        |
| 31 luglio 1976         | Toledo                 | Stati Uniti            | Toledo Sports Arena                       |                        |
| 2 agosto 1976          | Indianapolis           | Stati Uniti            | Market Square Arena                       |                        |
| 4 agosto 1976          | Little Rock            | Stati Uniti            | Barton Coliseum                           |                        |
| 6 agosto 1976          | Evansville             | Stati Uniti            | Roberts Municipal Stadium                 |                        |
| 8 agosto 1976          | Trotwood               | Stati Uniti            | Hara Arena                                |                        |
| 10 agosto 1976         | Shreveport             | Stati Uniti            | Hirsch Memorial Coliseum                  |                        |
| 11 agosto 1976         | Fort Worth             | Stati Uniti            | Tarrant County Convention Center          |                        |
| 13 agosto 1976         | Houston                | Stati Uniti            | The Summit                                |                        |
| 15 agosto 1976         | El Paso                | Stati Uniti            | El Paso County Coliseum                   |                        |
| 17 agosto 1976         | Tempe                  | Stati Uniti            | Tempe Diablo Stadium                      |                        |
| 20 agosto 1976         | Anaheim                | Stati Uniti            | Anaheim Stadium                           |                        |
| 22 agosto 1976         | Oakland                | Stati Uniti            | Oakland-Alameda County Coliseum Arena     |                        |
| 27 agosto 1976         | Greensboro             | Stati Uniti            | Greensboro Coliseum                       |                        |
| 29 agosto 1976         | Atlanta                | Stati Uniti            | Atlanta–Fulton County Stadium             |                        |
| 1 settembre 1976       | South Bend             | Stati Uniti            | Athletic & Convocation Center             |                        |
| 3 settembre 1976       | Richfield              | Stati Uniti            | Richfield Coliseum                        |                        |
| 4 settembre 1976       | Pittsburgh             | Stati Uniti            | Civic Arena                               |                        |
| 6 settembre 1976       | Toronto                | Canada                 | Varsity Stadium                           |                        |
| 8 settembre 1976       | Louisville             | Stati Uniti            | Freedom Hall                              |                        |
| 10 settembre 1976      | Cincinnati             | Stati Uniti            | Riverfront Coliseum                       |                        |
| 12 settembre 1976      | Springfield            | Stati Uniti            | Springfield Civic Center                  |                        |

### Dati del punteggio al botteghino
Elenco dei dati di spartito al botteghino con data, città, stato, luogo, presenze, incasso e riferimenti.
| Data              | Città         | Stato       | Luogo                                     | Biglietti venduti / Biglietti disponibili | Incasso  | Riferimenti |
| ----------------- | ------------- | ----------- | ----------------------------------------- | ----------------------------------------- | -------- | ----------- |
| 11 aprile 1976    | Fort Wayne    | Stati Uniti | Allen County War Memorial Coliseum        | 9,650/9,650                               | $57,900  | [ 4 ]       |
| 14 aprile 1976    | Niagara Falls | Stati Uniti | Niagara Falls Convention and Civic Center | 9,500                                     | $56,000  | [ 5 ]       |
| 16 aprile 1976    | Bangor        | Stati Uniti | Bangor Auditorium                         | 6,932/6,932                               | $39,356  | [ 5 ]       |
| 8 luglio 1976     | Richmond      | Stati Uniti | Richmond Coliseum                         | 6,430                                     | $41,332  | [ 6 ]       |
| 10 luglio 1976    | Jersey City   | Stati Uniti | Roosevelt Stadium                         | 13,867                                    | $105,388 | [ 6 ]       |
| 21 luglio 1976    | Nashville     | Stati Uniti | Nashville Municipal Auditorium            | 8,300                                     | $51,800  | [ 7 ]       |
| 2 agosto 1976     | Indianapolis  | Stati Uniti | Market Square Arena                       | 19,000/19,000                             | $121,453 | [ 8 ]       |
| 6 agosto 1976     | Evansville    | Stati Uniti | Roberts Municipal Stadium                 | 11,480                                    | $72,254  | [ 8 ]       |
| 17 agosto 1976    | Tempe         | Stati Uniti | Tempe Diablo Stadium                      | 15,913                                    | $101,301 | [ 8 ]       |
| 20 agosto 1976    | Anaheim       | Stati Uniti | Anaheim Stadium                           | 42,987                                    | $437,653 | [ 8 ]       |
| 22 agosto 1976    | Oakland       | Stati Uniti | Oakland-Alameda County Coliseum Arena     | 9,897                                     | $63,000  | [ 8 ]       |
| 27 agosto 1976    | Greensboro    | Stati Uniti | Greensboro Coliseum                       | 11,068                                    | $71,130  | [ 9 ]       |
| 29 agosto 1976    | Atlanta       | Stati Uniti | Atlanta–Fulton County Stadium             | 35,000                                    | $300,000 | [ 9 ]       |
| 1 settembre 1976  | South Bend    | Stati Uniti | Athletic & Convocation Center             | 7,677                                     | $47,911  | [ 10 ]      |
| 4 settembre 1976  | Pittsburgh    | Stati Uniti | Civic Arena                               | 12,000                                    | $73,436  | [ 10 ]      |
| 8 settembre 1976  | Louisville    | Stati Uniti | Freedom Hall                              | 17,051                                    | $103,918 | [ 11 ]      |
| 10 settembre 1976 | Cincinnati    | Stati Uniti | Riverfront Coliseum                       | 13,391                                    | $82,299  | [ 11 ]      |

## Scaletta
1. Detroit Rock City
2. King Of The Night Time World
3. Let Me Go, Rock 'N Roll
4. Strutter
5. Hotter Than Hell
6. Cold Gin (con assolo di chitarra di Ace Frehley)
7. Nothin' To Lose
8. Shout It Out Loud
9. Do You Love Me?
10. God Of Thunder (con assolo di basso e sputaggio di sangue di Gene Simmons, assolo di batteria di Peter Criss)
11. Rock And Roll All Nite

### Altre canzoni
1. Deuce
2. Firehouse (con sputaggio di fuoco di Simmons)
3. Black Diamond

### Curiosità
- Flaming Youth e Watchin' You furono suonate in alcuni conterti al posto di Strutter e Let Me Go, Rock 'N Roll
- Sweet Pain fu suonata una volta a Norfolk il 3 luglio 1976

## Formazione
- Paul Stanley - chitarra ritmica, voce
- Gene Simmons - basso, voce
- Ace Frehley - chitarra solista, cori
- Peter Criss - batteria, voce